# Westerschelde (vaargeul)
De Westerschelde (vaargeul) is een betonde vaargeul in de Westerschelde in de Nederlandse provincie Zeeland, ten zuiden van Walcheren en Zuid-Beveland en ten noorden van Zeeuws-Vlaanderen. Deze geul is het hoofdvaarwater van de Westerschelde en is ongeveer 36 zeemijl (66½ km) lang en loopt vanaf de Belgisch-Nederlandse grens tot zuid van Vlissingen. Hemelsbreed is dat ongeveer 25⅓ zeemijl (46¾ km). Vanaf de Belgisch-Nederlandse grens stroomopwaarts heet het water Zeeschelde. Bij Vlissingen zijn keuzemogelijkheden: noord naar het Kanaal door Walcheren of  in noordwestelijke richting  Sardijngeul - Oostgat naar zee of west door de Wielingen naar zee of de haven van Zeebrugge, of zuid naar Vaarwater langs Hoofdplaat of oost naar Schaar van Spijkerplaat.

## Gebruik
De geul wordt gebruikt door de (grote) zeeschepen. Met het oog op veiligheid wordt er naar gestreefd om de (grote) zeevaart enerzijds en binnenvaart en pleziervaart anderzijds te scheiden. Om die reden zijn op sommige stukken extra parallelle vaarwegen gemaakt gemarkeerd met gele betonning, de zogenoemde "Fietspaden". Met de dringende aanbeveling voor jacht- en binnenschippers om van de fietspaden gebruik te maken. Ook zijn er meerdere betonde nevenvaargeulen zoals Schaar van Spijkerplaat en Everingen die vaak een kortere route hebben dan het hoofdvaarwater en niet bevaren worden door de grote zeeschepen.
Het water is zeewater en heeft een getij. De waterdiepte gaat van -51,4 tot -13,4 meter t.o.v. NAP. Het astronomisch getij in Vlissingen (afhankelijk van het seizoen) -2,18 tot +2,58 m NAP en stroomopwaarts bij Bath -2,48 tot +2,67 NAP.
Het vaarwater is te gebruiken voor schepen tot en met CEMT-klasse VIc. (Duwkonvooi met 3×2 of 2×3 bakken.)
Voor zeeschepen is de maximale diepgang vastgesteld op 16 meter.

## Verbonden kanalen
- Naar het noorden bij Hansweert via de sluizen naar het Kanaal door Zuid-Beveland. (CEMT VIb)
- Naar het noorden bij Vlissingen via de sluizen naar het Kanaal door Walcheren. (CEMT Va)
- Naar het zuiden via de Noordzeesluizen naar het Kanaal Gent-Terneuzen. (CEMT VIb)

### Havens
- North Sea Port met de havens Vlissingen, Vlissingen-Oost, Braakmanhaven, Terneuzen, Kanaalzone (Gent-Terneuzen), Haven van Gent.

#### Jachthavens
- Cadzand
- Breskens
- Terneuzen
- Griete
- Walsoorden
- Paal
- Hoedekenskerke
- Ellewoutsdijk
- Vlissingen (3×)

## Reglement
Op de Westerschelde geldt niet het Binnenvaartpolitiereglement, of de Internationale Bepalingen ter Voorkoming van Aanvaringen op Zee, maar het Scheepvaart Reglement Westerschelde. Noot: Het toepassingsgebied van het reglement omvat niet alleen de Westerschelde maar ook de monding daarvan. (ruwweg het zeewater van de gemeente Vlissingen).

#### Loodsplicht
De zeeschepen (er zijn enkele uitzonderingen) moeten een loods aan boord nemen.

## Natura 2000
De hele Westerschelde valt binnen het Natura 2000-gebied Westerschelde & Saeftinghe.